# Kráľova studňa
Králova studňa je hora ve Velké Fatře s nadmořskou výškou 1384 m. Leží v jejím hlavním hřebeni, západně od Krížné. Na jižních svazích je postaven Horský hotel Kráľova Studňa.

## Přístup
- Po  červené turistické značené trase č. 0801 (Cesta hrdinů SNP) z Krížné
- Po  červené turistické značené trase č. 0801 (Cesta hrdinů SNP) od Horského hotelu Kráľova Studňa
- Po  žluté turistické značené trase č. 8648 z Blatnice přes Gaderskou a Dedošovou dolinu
- Po  zelené turistické značené trase č. 5634 z Blatnice přes Blatnickou dolinu
- Po  zelené turistické značené trase č. 5634 ze Starých Hor přes Tureckou